# Elkton (Tennessee)
Elkton és una població dels Estats Units d'Amèrica a l'estat de Tennessee. Segons el cens del 2000 tenia 510 habitants.

## Demografia
Segons el cens del 2000, Elkton tenia 510 habitants, 203 habitatges, i 142 famílies. La densitat de població era de 131,3 habitants/km².
Dels 203 habitatges en un 26,1% hi vivien nens de menys de 18 anys, en un 50,2% hi vivien parelles casades, en un 14,8% dones solteres, i en un 29,6% no eren unitats familiars. En el 26,1% dels habitatges hi vivien persones soles el 10,3% de les quals corresponia a persones de 65 anys o més que vivien soles. El nombre mitjà de persones vivint en cada habitatge era de 2,51 i el nombre mitjà de persones que vivien en cada família era de 3,01.
Per edats la població es repartia de la següent manera: un 22% tenia menys de 18 anys, un 9% entre 18 i 24, un 28,2% entre 25 i 44, un 27,6% de 45 a 60 i un 13,1% 65 anys o més.
L'edat mediana era de 40 anys. Per cada 100 dones de 18 o més anys hi havia 87,7 homes.
La renda mediana per habitatge era de 28.281 $ i la renda mediana per família de 36.250 $. Els homes tenien una renda mediana de 21.953 $ mentre que les dones 21.583 $. La renda per capita de la població era de 12.993 $. Entorn del 12,5% de les famílies i el 18,3% de la població estaven per davall del llindar de pobresa.

## Poblacions més properes
El següent diagrama mostra les poblacions més properes.